# 香港の教育史
香港の教育史（ホンコンのきょういくし）は、宋代の史料にまで遡ることができる。イギリスが香港の割譲を受けた当初、植民地政府・香港政庁は教育政策の実施に積極的でなく、その教育政策は植民地官僚の育成に重点を置き、イギリスの国威発揚に主眼を置くものであった。第二次世界大戦後香港の人口は急速に増加し、それにつれて教育の整備を求める声が高まった。香港政庁は国際顧問による教育問題の研究を通し、義務教育制度へと移行していった。香港返還後、香港特別行政区政府は教育制度改革に着手し、現在その方法をめぐり議論が続いている。

## イギリス領以前

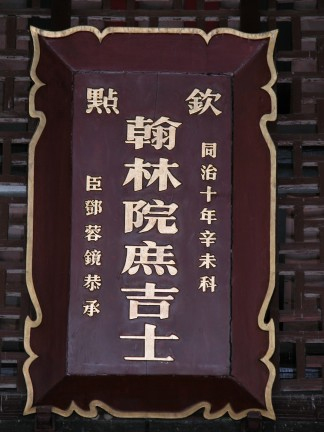
鄧蓉鏡が1870年（清同治10年）翰林院庶吉士に選ばれたことを記念する功名匾

記録に残る香港最初の教育機関は錦田の力瀛書院であり、現在の広東省内の同規模の書院より早い時期に成立している。この書院は北宋の進士鄧符協が1075年に建てたものであり、清代の『新安県志』に「桂角山（今錦田）在県東南四十里，宋代鄧符協築力瀛書院，講学於其下，今基址尚存。」と記録されている。鄧符協は講義を行う以外に、広東省の文士と交流を深め、また経典を収めた書室を建てていた。
清初、香港は広州府新安県に帰属していた。域内の屏山、錦田、上水、龍躍頭等の地域では子弟教育に熱心な地域であり、科挙へ積極的に参加していた。彼らは地域に書室や学社、各氏族の宗廟、家塾などを設け、子弟の功名牌匾をかけて科挙合格を記念するなど積極的な教育が行われていた。
書院、書室の多くは新界に設けられ、現在も当時の面影を残すものとして錦田水頭村の周王二公書院(いま、周王二院奨学金があり)、二帝書院、屏山坑尾村の覲廷書室、粉嶺の善述書室、大埔泰郷の善慶書室等が挙げられる。また家塾として用いられた祠堂としては新田の麟峰文公祠、八郷の梁氏宗祠と郭氏宗祠、元朗廈村の鄧氏宗祠、上水の廖萬石堂、応龍廖公家塾と応鳳廖公家塾等がある。
また香港島では住民の多くが漁民と商人であり、大規模な学舎の建設が行われ、イギリスに割譲される1841年以前、全島に5箇所の私塾が設けられていた。これらの私塾では1人の教師に多くの学生が師事する方式での教育が行われており、教師は直接学生から脩金と称する学費を徴収していた。講義の内容は中国の伝統的な経典であった。その後1843年までに香港島の赤柱、石排湾、黄泥涌、香港仔等に8～10箇所の私塾が開かれている。
香港の書院、書室は中国古代の教育制度により設立されたものであり、私塾の一部をなしていた。これら私塾を開いた者は三種類に分類され、一つ目が裕福な家庭が招聘した家庭教師であり、家塾と称されるもの、二つ目が教師が自宅で教育を行った塾館や教館と称されるもの、三番目が地方の氏族が開いた私塾や義塾と称されるものである。講義内容は初級と高級の二段階であり、初級課程では児童に文字と啓蒙教育を行うものであり、テキストとしては『三字経』、『百家姓』、『千字文』などが、高級課程では『四書五経』が用いられ、科挙対策として八股文が学ばれた。
その後時代の変遷とともに、これら書院や私塾は次第に郷村学校あるいは公立学校へと変遷していく。

## 植民地時代初期

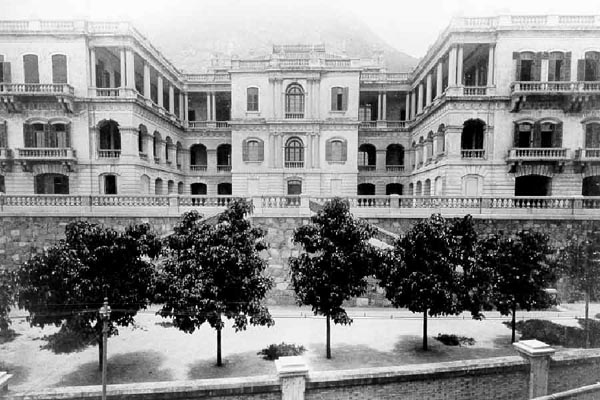
1900年の皇仁書院

1841年、香港はイギリスの植民地となった。その初期はイギリスは香港において正式な教育制度は整備せず、個人と教会による教育が行われているに過ぎなかった。これは香港政庁が資金と人材不足により、教育委員会とその後の教育局は実質的にイギリス国教会のジョージ・スミスとロンドン宣教会のジェームス・レッグにより運営されていたことに起因する。しかし1865年、教育司署が成立し教育行政権を回収すると、旧来の私塾は香港政庁の資金援助を受け、また近代的な教育内容に改編されていった。この過程で香港政庁は英語教育を積極的に展開し、香港人のイギリスへの帰属意識を萌芽させる教育政策を採用していた。
最初に香港で学校を開設した外国組織はモリソン教育協会（Morrison Education Society）である。1839年にマカオで馬礼遜（モリソン）書塾を創設し、1842年に書塾を香港に移転させ名称を馬礼遜書院と改称した。香港最古の英語学校であるが、1856年に教育事業を停止している。このため香港で現存最古の教育機関は1851年に開設された西営盤の聖保羅書院である。
1841年から1858年の期間に香港に進出した西洋の宗教団体は6団体ある。モリソン教育協会とアメリカ・バプテスト教会、ロンドン宣教会、アメリカ会衆派教会、イギリス聖公会、カトリック教会である。これらは香港政庁の支持を獲得し教会学校を次々と設置、布教と牧師・神父養成に主眼を置いた教育を開始した。1877年、香港政庁は『香港書館補助計画』を策定、公費補助を受ける各学校での世俗教育が4時間を下回ることを禁止した。この計画により宗教重視の教育内容が改められることとなった。1896年までに香港の英語学校は101校に達している。
1845年、華民政務司は8校の中国語家塾に対し香港政庁により毎月10元の資金支援を提案した。香港総督のジョン・フランシス・デイビス (en:John Francis Davis) はこの提案をイギリス本国に報告、イギリス植民地省は現地での教育事情の調査を命じた。これを受け1847年に香港政庁内に調査委員会を組織、ビクトリア市、香港仔、赤柱の学塾の状況を調査し、その結果とともに教育資金支援を提言した。同年8月、香港政庁は巡理司に委任し、華民政務司と従軍牧師による教育委員会を組織、学塾に対する資金支援と監督に従事することとなった。同時に資金支援を受ける家塾を公立化する政策を実施、1855年には公立化を受け入れた中国語学塾を皇家書館（あるいは国家義学）と改称、毎月5元の補助金とともに、1857年には『皇家書館則例』を制定して監督した。
1860年、教育委員会は教育局に改編される。同年7月には『レッグ教育革新計画』を施行、ビクトリア市内すべての皇家書館を閉鎖、学生を中央書院に集め、ヨーロッパ人校長による英語教育の実施を行った。この中央書院（当時は国家大書院と称した）は1862年に正式に開校、香港最初の公立中学が誕生することとなった。この学校の校長は教育局の計画の下、香港各地の書館を監督することとなった。この二つの政策の施行は政庁が教育政策を重視し、また公立学校での教育を通して青少年に強い影響を与えることを期待したことを意味している。
1863年、香港政庁は郷村の書館を無償で貸し出す形で地元住民に運営を委譲する。対象となった代表的なものとしては東華医院が1880年に開いた文武廟義学などが挙げられる。1890年時点で香港には6箇所の義学が設立されている。
香港における専門教育の開始は1880年、当時の香港総督ジョン・ポープ・ヘネシーの下で成立した委員会が中央書院を大学専科学校に改編することが検討された。しかしこの計画は大規模過ぎ、また当時の香港で必要とした商業関連人材の育成の目的に合致せず、計画が実現することはなかった。その7年後、1887年10月、何啓は私財を投じて設立した雅麗氏医院内に香港西医書院を設立、5年制の香港最初の専門学院を設立した。香港西医書院は1912年に香港大学が創設される際に香港大学医学部として改編され現在に至る。
また香港の英語教育もこの時期に制度が確立している。1858年、教育委員会は英語教育を推奨し、中国系住民とイギリス系住民間のコミュニケーションの向上を図り、イギリス人による香港統治の利便性を向上させる目的であった。当時の英語書院はすべて英語で教育を行い、英語教科書を採用していたが、これに加え中国書院でも英語を必須科目とした。1877年に着任したヘネシー総督は、その就任時に政治と商業上の必要から、全ての政府学校で英語教育を実施すると所信表明を行っている。

## 20世紀初
20世紀初頭、辛亥革命と中華民国成立の影響により、大量の知識人と清朝の官僚が香港に移住し、多くの中国語学校が設立された。これらの学校では中国語による教育を行い、中国文化を教授し、また五四運動による新思潮が流入した。イギリス政府は香港の教育問題に関心を持ち、1935年5月にはバーニー（E. Burney) 視察官を派遣し、イギリス国会に対し報告書を提出させている。報告書では政府は一部上流階級子女に限定した教育政策を改め、香港で多数派の中国人に対する教育の必要性を説き、同時に中国語教育と初級教育の整備を提言した。香港政庁は英語教育とエリート教育を保持したままこの提言を受け入れている。また民族主義の影響を受け、香港ではこの時期から次第に教育の現地化政策が採られるようになっていった。
香港政庁の教育の現地化は中国語学校の設立と中国語教育を柱としていた。1912年9月、教育局は漢文教育組（Chinese Vernaculate Education Board）を組織し中国語教育の発展と助成業務を担当した（翌年廃止）。また1920年には漢文師範学堂を開設し、中国語教員の育成に着手した。漢文師範学堂は当初男子校であった。女子に対するものとして1925年に庇理羅士女子中学が開校している。1926年は新界への教育普及が見られ、新界での小学校教師を養成する目的の官立大埔漢文師範学堂、同年3月1日には官立漢文中学が設立され、漢文師範学堂と合併している。これらの師範学堂は中国語による授業を実施していた。また1913年には香港科技専科学校の皇仁書院に漢文師資班が設置され、これらを総称して「漢文師範」と称されたが、現実として漢文師範では人材不足から教員養成は順風満帆ではなかった。その後上述のバーニー報告書と、1937年の裁判官リンゼル (R.E. Lindsell) らによる委員会の提言により、1939年に香港師資学院を設置している。
漢文師範以外、一般人に対する中国語の教育機関の整備もこの時期大幅な改善を見た。著名なものとしてはユダヤ人カドゥーリー (Ellis Kadoorie) と紳商の劉鑄伯が開校した育才書院、西南中学、民生書院などがある。これら中国語学校が大量に出現したことで、香港には2種類の中学制度が存在することとなった。辛亥革命以降、中華民国教育部は六三三の教育制度を発布し伝統的な家塾制度を廃止した。1928年には香港でも、中華民国の学校への進学に対応できるよう六三三の学制が施行された。また同時に英語学校ではイギリスの教育制度を採用し、予科課程を採用していた。また私立中学では1931年より広東省教育庁の高級・初級中学の試験に参加できるなど、地位は特殊であった。この二重制度は1965年に香港中学会考に統一されるまで存続した。
また香港の人口が急増し統治機構の人材養成を行う必要に迫られ、同時に中国内地の影響を強く受けることとなった。フレデリック・ルガード総督は1908年に聖士提反書院の卒業式の中で新たに大学を設置する意向を表明、1912年に香港初の大学として香港大学が開校した。開講当初は医学部と工学部のみであったが、後に文学部や教育学科などが次第に整備されていった。当時の主な教授は外国からの招聘教官であり、中国語学科のみ許地山等の華人が登用されていた。1911年に交付された『香港大学堂憲章』では、香港大学は香港政庁ではなく、イギリス政府に直接帰属すると規定され、学長は総督が任命し、実際の職務は副学長が担当、理事会によって意思決定がなされると定められている。開学時はイギリス政府は年間300ポンドのみの財政支援を行い、建築費用は各界の寄付により資金が調達された。大学は多くの官僚を輩出している。
この時期に整備された教育関係の法律としては1913年に成立した『1913教育条例』がある。これは全ての補助資金や私立学校は香港政庁の監督を受けることになり、違反者には罰則を科すものであった。

## 日本統治期

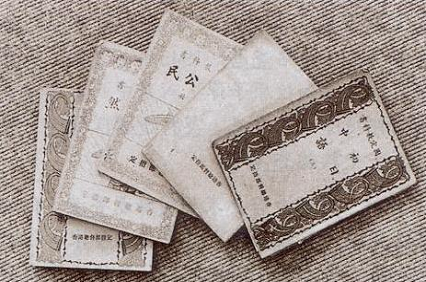
日本占領時代の小学校教科書

太平洋戦争が勃発した直後の1941年12月25日、香港総督は日本に降伏した。日本統治の初期は軍政が敷かれた。1942年2月日本による占領統治機構が成立したが、太平洋戦争中でもあり、占領当局に教育の発展に振り向ける余力はなく、香港域外への人材流失による教師不足もあって、香港の教育は停滞する。そうした状況下ではあったが、占領当局は、香港における教育目標として「大東亜共栄圏精神」の宣揚、日本語教育の推進、短期専科学校の設立という3大目標を掲げた。
専門的な人材の不足への対処として、占領当局は香港に多くの専科学校を設立した。軍政開始後から続く教員不足問題を解決するため1942年には教員講習所を開設した。1943年3月には海員養成所（航海科及び機関科）を設置し、日本軍の海上輸送に従事可能な人材育成に着手している。その他同年5月には日本語教員育成を目的とした日語教員講習所を設置、10月には農業監督者を育成する目的の農事伝習所が相次いで開校している。
また占領直後閉鎖された各種学校は、民政に移行した1942年5月に光華、西南、知行、信修、港僑、湘父、鑰智、麗沢、華仁、聖保禄、培正、九龍塘、徳貞、徳明、聖保羅女校、聖瑪利、聖類斯工芸院、香港仔児童工芸院、中國児童書院の20校で授業が再開された。授業内容に週4時間以上の日本語が必須になったほか、英語の授業が廃止され、イギリスの教育制度に代わり日本の教育制度が実施されることとなった。これら香港の教育行政を実施するため、1943年に民治部に文教課が設置され、初代課長に長尾正道を任命、同時に『私立学校規則』と『日語講習所規程』を制定している。
戦前の香港における最高学府であった香港大学及び羅富国師範学院は1946年まで授業が停止された。また日本独自の学校としては1943年5月に東亜学院が現在の西営盤に設立され、政府機関や金融機関、商業関係の人材育成が行われた。
1945年3月、文教課は第1課と改編され、福簡定朝が課長に就任したが、まもなく終戦を迎え香港はイギリスが統治権を回復し、日本の教育制度は全廃された。

## 第二次世界大戦以降

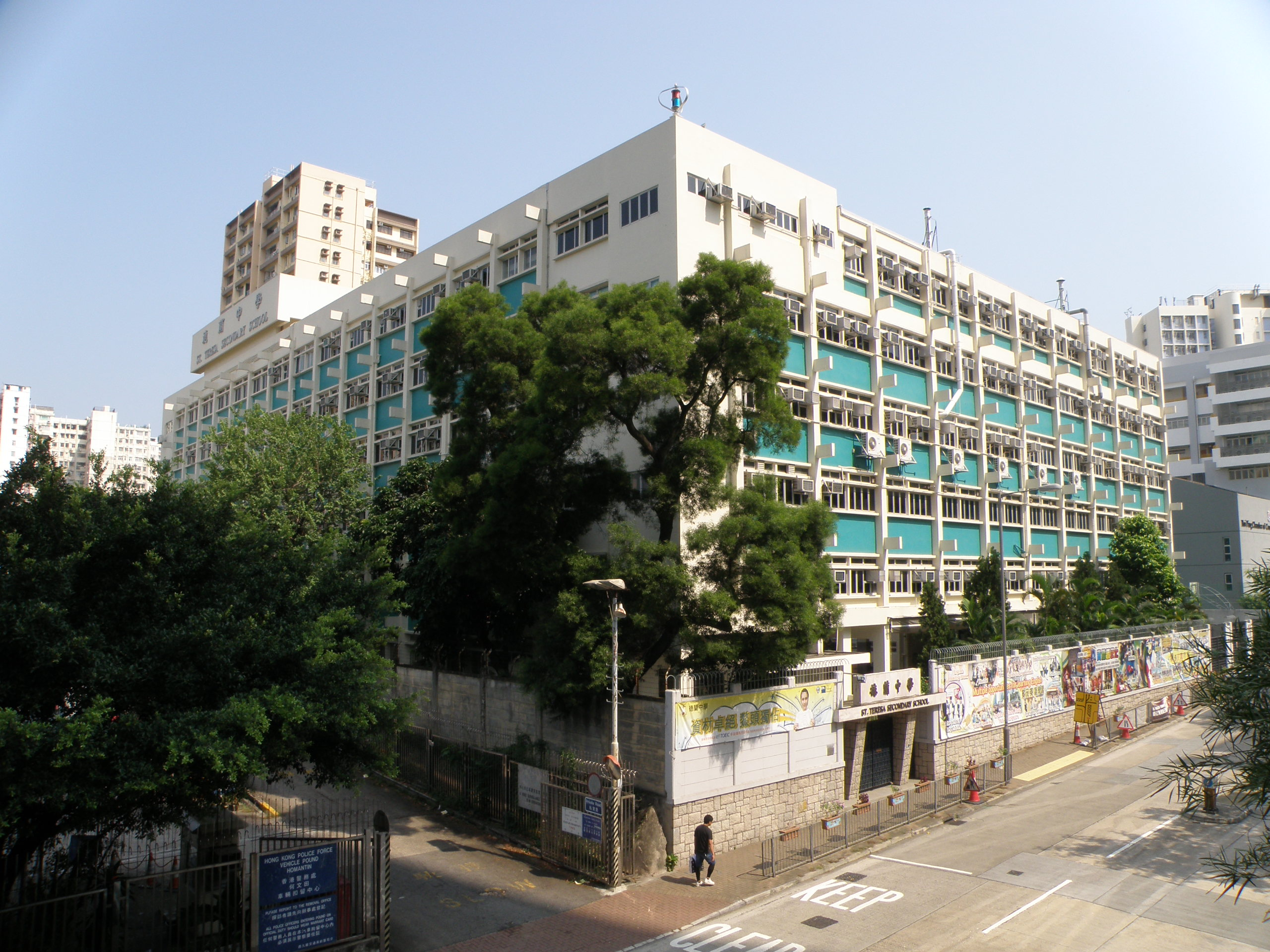
1978年セントテレサ中学校に開設され。

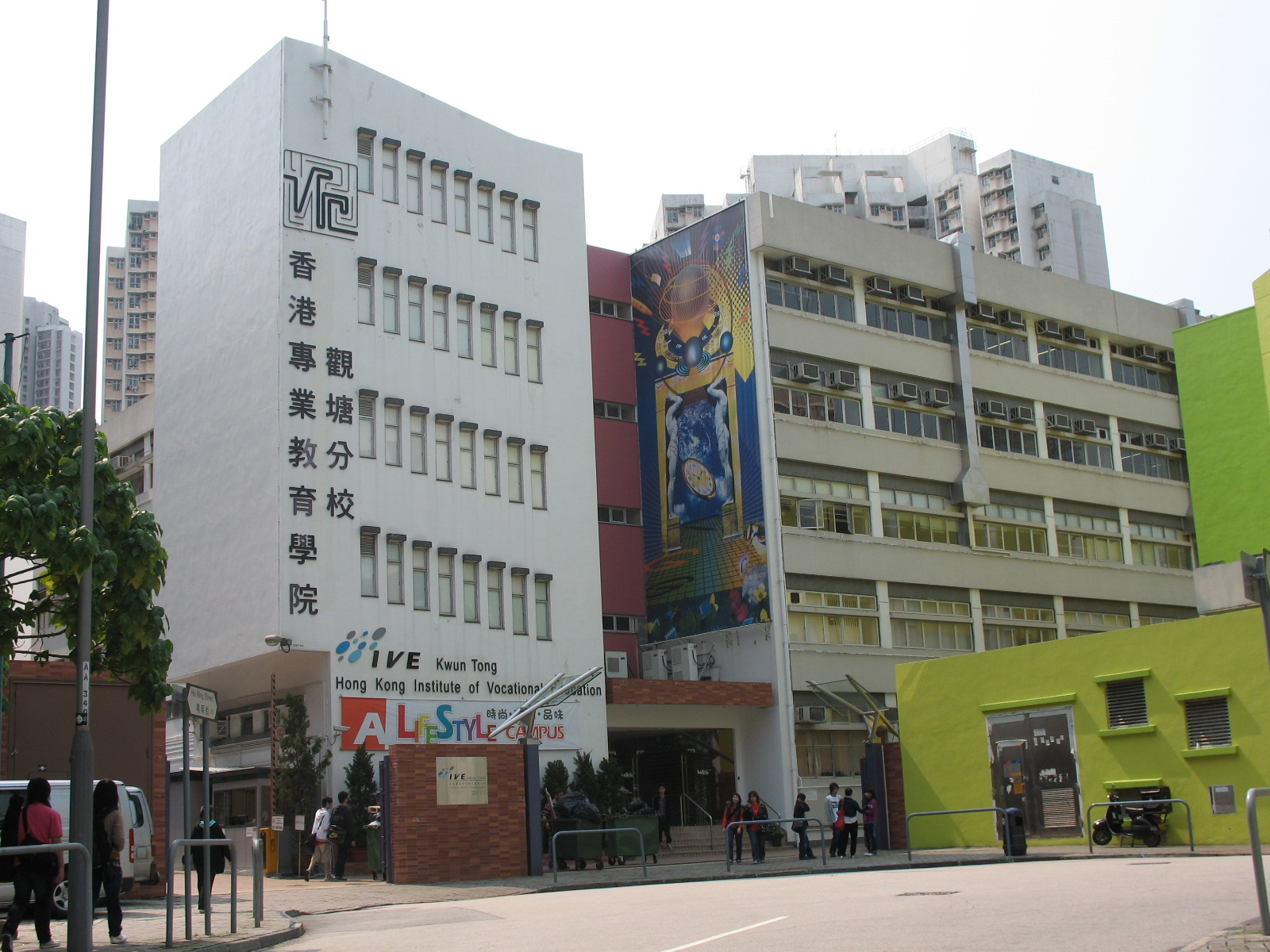
観塘工業学院を前身とする香港専業教育学院観塘分校

1945年、香港がイギリスに返還されると教育事業の再建が行われた。しかし戦後の混乱と国共内戦により中国から香港に大量の避難民が流入したことで、十分な教育を実施することが出来なかった。香港政庁は1947年に『学校応守規則』を施行し学校管理を強化させ、1950年には『十年建校計画』を発表、10年以内に十分な小学校及び中学校を整備する目標を掲げた。
これら香港政庁の施策のほか、戦後の香港では民間団体も教育事業に着手している。慈善団体、宗教団体、労働者団体、同郷会などが中心となり義学や識字班という教育施設を開設し、無償または極めて廉価な学費による教育を実施し、青少年に教育機会を準備した。この時期には私立学校や親北京の左派系の学校なども次々と新設された。
1950年代になると香港の人口は再び急速に増加、それに対応すべく1951年12月に小中学校の整備計画を発表した。この段階ではイギリスの影響力を全面に出した英語教育を重視した内容となっている。続いて1955年8月には『小学拡展的七年計画』を発表、小学校を大規模に拡充する施策を実施している。1965年6月に発表された『香港教育政策白書』によれば80％の児童が政府が支援する小学校に通学し、約15％の小学生が各種中学校に進学すると報告されている。
1970年10月、デイビッド・トレンチ (David Clive Crosbie Trench) 総督は『施政報告』の中で小学校を義務教育化することを表明、同時に『入学令』を制定し、児童を就学させない保護者に対する罰則を設けた。後任のクロフォード・マレー・マクレホース総督が就任すると中学校までの義務教育化が推進されることになり、1977年10月5日に9年間の無料教育が実施され、中学入学の際の入試が初めて撤廃されることとなった。
このように小中学校の教育制度が整備された香港であるが、高級中学以上の高等教育に関しては1990年代以前は非常に限定されたものであった。この時期の新たな高等教育事業としては1951年に開設された香港中文大学が挙げられる。アレキサンダー・グランサム (Alexander Grantham) 総督がケスウィック (Keswick) に委託して香港の高等教育に関する調査を行った結果に基づき設立された大学である。1950年代に香港では香港浸会学院などの高等教育機関としての専上学院が設立されていたが、大学と称するに不足する内容であった。1959年、ロバート・ブラウン・ブラック (Robert Brown Black) 総督がフルトン (J. S. Fulton) に香港を視察させ、その結果香港大学に中文部を設置するよう提案されたが、この提案は香港大学側から拒絶された。そこで中国語書院である新亜書院、崇基学院、聯合書院を統合し中文大学として組織することが計画された。中文大学の設立準備は1961年6月より関祖尭を中心に着手され、1963年10月17日に正式に開校した。高級中学は1977年に『高中及び専上教育青書』を発表し進学率を50％に向上させ、1978年10月の『高中及び専上発展白書』では更に進学率を60％に向上させる計画が提出された。
この時期は香港史上初めての師範教育および職業教育が整備された期間でもある。1951年9月に葛量洪師範専科学校が設立され、小中学教員の育成が行われるようになり、1960年になると更に柏立基師範専科学校が設置されている。職業教育では1957年12月に香港工業専門学院（1937年成立）が紅磡に新校舎を建設、1972年3月24日に「香港理工学院」と改編された。1974年の教育白書により工業学院の新設が政策方針と決定されると、1969年に成立していた摩理臣山工業学院以外に，教育司署は1975年に葵涌工業学院および観塘工業学院を、1976年に黄克競工業学院を、1979年に李恵利工業学院が、香港訓練局の提言の下に1976年8月17日に建造業訓練局が、10月19日に製衣業訓練局が新設された。

## 返還前の過渡期
香港の主権移譲に際し、中英両国は外交交渉による香港問題の解決で合意した。1984年、両国は『中英共同声明』に署名し、1997年7月1日をもって中華人民共和国に香港の主権が移譲されることが決定した。これより香港返還の過渡期に突入し、香港の教育も例外ではなかった。この時期の香港の教育制度は専門教育と教育行政の面で大きな発展を遂げた。
1981年6月、香港政庁は国際顧問団への参考資料として『香港教育制度全面検討』という報告書を作成、さらに顧問団は香港の教育実情を考察した後に『香港教育透視』という報告書を提出した。内容は斬新さに欠けるが、香港の教育政策に対し可視的な評価が行われたことで教育界の好評を獲得し、香港政庁もこれを採用した。1970年代末の9年間無料教育制度実施以降、住民の教育に対する要求は相対的に高まり、高級中学への進学率が継続して増加した。公立学校の統計では1978年に発表された教育白書の60％の水準であったが、多くの学生が中学3年終了後に私立学校へ進学するケースが増加し、1980年にはすでに90％の進学率を実現した。また香港政庁の教育統籌委員会の統計でも1983年の高級中学への進学率は、学費の公費補助の影響もあり84.6％を記録、高級中学教育が全面的に普及した。
しかし高級中学への進学熱が高まるに従い、予科及び大学進学との間に深刻な定員格差が生じることとなり、1981年には大学の定員は該当年齢層の2％を満足させる定員数でしかなかった。1978年の白書によれば10年間での高等教育定員は年間3％の増大が限界であり、その増加率は非常に緩慢なものであった。1980年代中期、香港政庁は高等教育への予算配分を行い、2000年までに定員率を14.5％に増加させる政策を示した。1988年、香港総督のデビッド・クライブ・ウィルソンは施政報告中で高等教育進学率向上を掲げ、14.5％の目標を1994年に前倒し、2000年に18％を達成することを掲げた。
1989年の六四天安門事件後、香港総督は2000年の高等教育進学率18%を1994年に前倒しさせることを宣言した。当年の進学率は僅か6%であり、5年以内に進学率を3倍とすることを目標とした。目標実現のために香港政府は大学2校ので学士定員を増設したほか、香港科技大学を香港3番目の大学として設立した。1980年代待つの急速な高等教育推進政策は一般的にビジネス界と政治的な要素により策定されたものと考えられている。ビジネス界は中国返還後に人材不足を恐れ、人材育成を香港内で育成すること希望したことと、天安門事件の事件の結果民主主義の発展に高等教育は不可欠であると認識され、これらの政策が実施された。1993年、香港理工学院、城市理工学院、香港浸会学院が大学に昇格、これらの政策により高等教育の供給過剰の問題が生じ、大学の教育水準の位置及び卒業生の進路等の問題が発生し、この1990年代の問題は現在も解決されていない。
また注目すべきは1980年代に職業教育が相当の発展を見ている事実である。1982年2月、香港訓練局は職業訓練局と改編され、その下部組織として香港労工処の職業訓練部門（主に職業訓練中心と学徒訓練計画）と教育署の工業教育部門（主に工業学院）が合併し工業教育及訓練署が設立された。職訓局はその後既存の5校の工業学院を基礎に、1986年に創立した屯門工業学院と沙田工業学院及び1988年創立の柴湾工業学院を工業学院に昇格させた。また1984年10月22日に香港城市理工学院が開校している。芸術関連の人材育成では同年香港演芸学院を設置している。

## 返還後

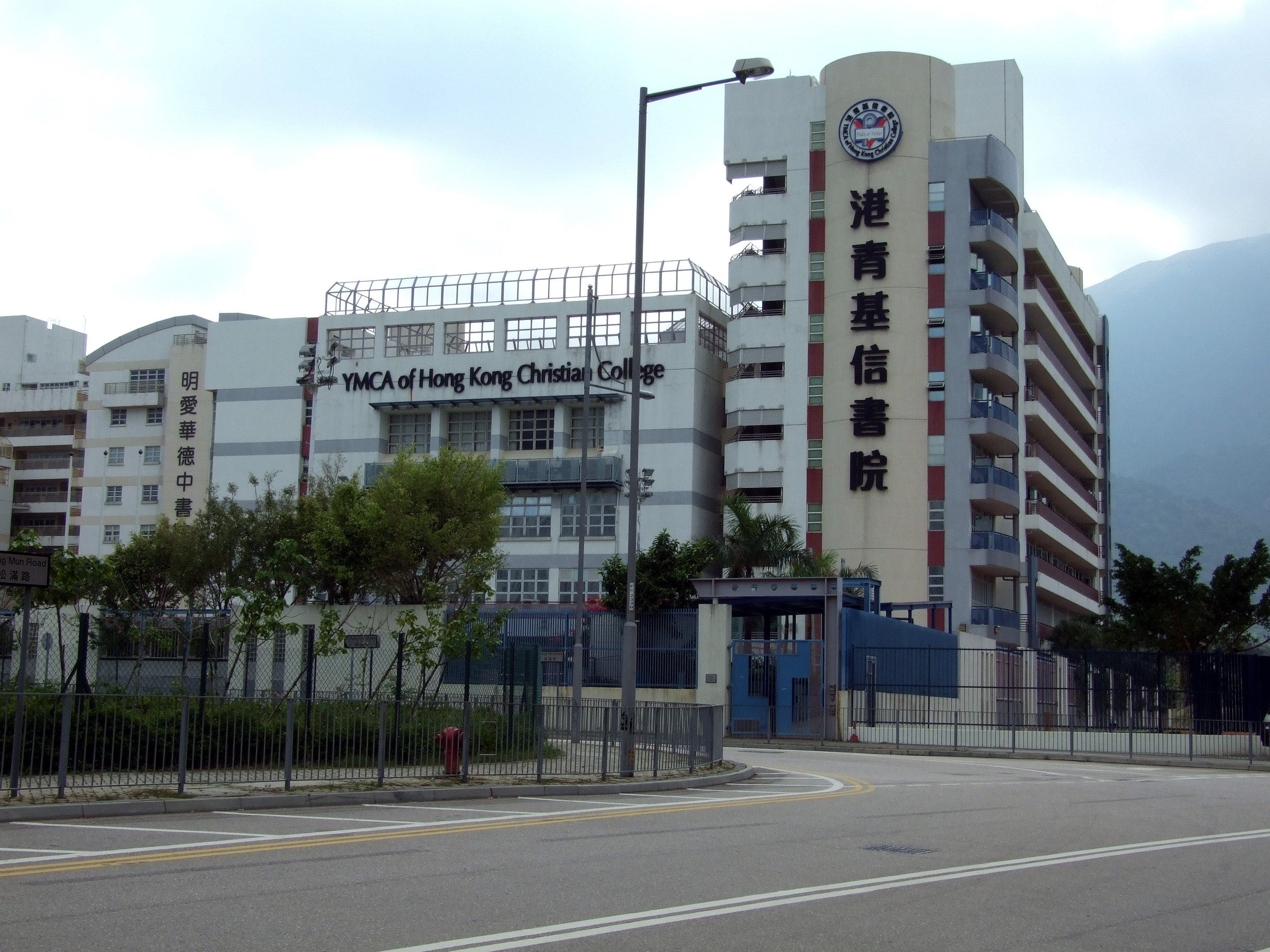
港青基信書院は、香港のランタオ島にある中学校で、香港教育局による直接助成金制度 (Direct Subsidy Scheme)の対象校である。

1997年7月1日に香港は中国に返還されたが、香港特別行政区基本法に基づいて「港人治港、高度自治」（香港人による香港統治、高度な自治）が行われ，返還前の教育制度の実施や発展も保証された。。董建華行政長官は毎年行われる施政報告において、教育関連の政策や措置に多くを割き、教育改革を推進した。
董建華の教育改革案を実行するため，教育統括委員会（教育統籌委員會）は1998年に具体的な検討を開始し、翌1999年には段階的な諮問文書の公開と意見収集を開始した。同委員会はまず、1999年1月22日に『21世紀における教育の青写真－－教育制度の検討：教育目標』と題する諮問文書を発表し、21世紀における香港の教育全体の目標や各学習段階の目標を提案した。これは、返還後の香港政府が最初に提示した諮問文書であり、教育界や社会からの反応も大きく、概ね肯定的であった。同年9月22日、同委員会は諮問文書への意見集約を行った後、第二段階の諮問文書『教育制度の検討：教育改革に関する提案－－生涯学習 不断の努力』を発表した。

## 参看
- 香港歷任教育首長
- 香港教育

### 相関書目
- 阮柔：《香港教育：香港教育制度之史的研究》，香港進歩教育出版社，1948。
- 方美賢：《香港早期教育發展史》，香港中國學社，1975。
- 邱小金：《香港教育發展：百年樹人》，香港市政局，1993。 ISBN 962-703-929-2
- 明基全：《教不倦：新界傳統教育的蛻變》，香港區域市政局，1996。 ISBN 962-721-321-7
- 齊紅深：《日本侵華教育史》，北京人民教育出版社，2002。 ISBN 7-107-18321-4
- 陸鴻基：《從榕樹下到電腦前：香港教育的故事》，香港進一歩多媒體有限公司，2003。 ISBN 962-832-651-1
- 呉灞陵、呉國基：《香港年鑑》，香港華僑日報社，1947-1994。
- 香港政府新聞處：《香港年報》，香港政府印務局。
- Anthony Sweeting: Education in Hong Kong Pre-1841-1941: Fact and Opinion (Materials for a History of Education in Hong Kong), Hong Kong University Press, 1990. ISBN 962-209-258-6
- Anthony Sweeting: Education in Hong Kong 1941 to 2001: Visions and Revisions, Hong Kong University Press, 2004. ISBN 962-209-675-1
- 操太聖：香港教育制度史研究（1840-1997）。
- 陸鴻基：香港辦學制度回顧，原載香港《思》神學雙月刊第92期，2004年11月。